# DAICHI MIURA LIVE 2009 -Encore of Our Love-
『DAICHI MIURA LIVE 2009 -Encore of Our Love-』（だいち みうら ライブ にせんきゅう アンコール オブ あわー らぶ）は、日本の歌手、三浦大知の2枚目のライブDVD。発売元は、SONIC GROOVE。

## 解説
- 2009年7月18日に赤坂BLITZで行われたライブ「DAICHI MIURA LIVE 2009 -Encore of Our Love-」の模様を収録。
- このライブは「LIVE 2009"Our Love"」の追加公演であるが、セットリスト等の内容は「LIVE 2009"Our Love"」とは異なっており、この後同年9月16日にリリースされたアルバム『Who's The Man』の収録曲を多く含んでいる。
- ライブ名「Our Love」は同年2月11日にリリースされたシングル曲『Your Love feat.KREVA』に掛けている。

## 収録曲
LIVE
1. Free Style
2. Inside Your Head 〜 Inside Your Head (DJ KENT Remix)
3. 声をかさねて… f/三浦大知 / ajapai
4. You&Me
5. Stay with me
6. Baby Be Mine
7. Crazy
8. LA・LA・LA LOVE SONG (with Piano)
  - 久保田利伸の曲「LA・LA・LA LOVE SONG」のカヴァー
9. Knock Knock Knock (with Piano)
10. DANCE NUMBER
11. SHINE
12. STOP!! feat. 三浦大知 ～ STOP.. feat. 千晴
13. NAMIDA feat. 三浦大知 / 千晴
14. Damn
15. Your Love feat.KREVA
16. Magic Remix (KREVA×三浦大知) 勝手にリミックスシリーズ Vol.2
17. Super Star
18. Delete My Memories

ENCORE
1. Be Shining
2. I WANT YOU BACK
  - The Jackson 5の曲「I Want You Back」のカヴァー

（曲のタイトルをFolder時代のカヴァー時と同じ標記にしているが、このライブでは原曲にてカヴァー
3. Keep It Goin' On

## キャスト
- 三浦大知
- ダンサー：Shota、Puri、Kazuki、ENDo、Tomo
- D.J　　　 ：Shuya
- ゲスト　　：KREVA、千晴、MANABOON